# 베이징환잉니
베이징환잉니(Beijing Welcomes You 北京歡迎你 北京欢迎你 Běijīng huānyíng nǐ)는 중국에서 열린 2008 하계 올림픽의 100 일 카운트다운 기념 노래이다. "베이징은 여러분을 환영합니다"라는 뜻이다. 노래는 중화인민공화국, 홍콩, 타이완, 싱가포르, 일본, 대한민국에서 100명의 연예인 및 가수가 불렀다.

## 개요
노래의 길이는 6분이며, 노래의 제목은 베이징마스코트 이름의 앞 글자를 따서 만들어졌다.

## 같이 보기
- 2008년 하계 올림픽 개막식
- 2008년 하계 올림픽 마케팅